# ارمنستان در ۱۹۱۸ (میلادی)
لیست زیر رویدادهایی است که در طی سال ۱۹۱۸ (میلادی) در ارمنستان اتفاق افتاده است.

## صاحب منصبان
- نخست‌وزیر: هوهانس کاچازنونی
- رئیس مجلس: آوتیک ساهاکیان

## رویدادها

### مارس
- ? - جنگ ارمنستان–جمهوری آذربایجان

### مه
پیروزی ارمنستان بر عثمانی در نبرد سردارآباد

### دسامبر
- ۱ تا ۳۱ دسامبر -
- ۱۸ دسامبر - آرمن‌پرس، قدیمی‌ترین و همچنین خبرگزاری رسمی در کشور ارمنستان بنیانگذاری شد.[۲]

## زادگان
- ۳۰ سپتامبر - گئورگ امین، شاعر، مقاله‌نویس و مترجم

## درگذشتگان
- ۲۰ سپتامبر: استپان شاهومیان، ۳۹, سیاست‌مدار کمونیست
- ?: هامبارتسوم آراکلیان، روزنامه‌نگار، نویسنده و فعال، بنیانگذار of The Relief Committee for Armenian migrants و Armenian Popular party